# Вишков (Росія)
Ви́шков (рос. Вышков) — селище міського типу у Злинковському районі Брянської області, Росія.
Населення селища становить 2843 особи (2006; 2 940 в 2002).

## Географія
Селище розташоване на річці Іпуть, лівій притоці Сожу, за 2 км від кордону з Білоруссю.

## Історія
За даними на 1859 рік у казенному селі Новозибковського повіту Чернігівської губернії мешкало 1570 осіб (776 чоловічої статі та 794 — жіночої), налічувалось 223 дворових господарства, існувала православна церква й приходське училище.
Станом на 1886 у колишньому державному селі Новобобовицької волості, мешкало 1411 осіб налічувалось 254 дворових господарства, існували православна церква, постоялий будинок й 5 вітряних млинів.
За переписом 1897 року кількість мешканців зросла до 1886 осіб (768 чоловічої статі та 1118 — жіночої), з яких 1884 — православної віри.
Статус селища міського типу отримано в 1949 році.

## Економіка
В селищі до 1999 року працювала сірникова фабрика, яка була закрита через банкрутство, були санаторій та будинок відпочинку.